# Primo ministro delle Isole Vergini Britanniche
Il Primo ministro delle Isole Vergini Britanniche  (in inglese Premier of the Virgin Islands) è il capo del governo delle Isole Vergini Britanniche. Dal 5 maggio 2022 è Natalio Wheatley.

## Storia
La Costituzione anglo-verginiana è stata istituita la figura del Chief Minister of the Virgin Islands nel 1967. Nel 2007 la Costituzione viene nuovamente riformata cambiando il titolo in Premier of the Virgin Islands.

## Funzioni
Il Primo ministro delle Isole Vergini Britanniche è nominato dal Governatore delle Isole Vergini Britanniche ogni cinque dalle elezioni. 

## Elenco dei capi di governo

### 1967–2007: capo dei ministri (chief minister)
| Nominativo             | Durata della carica                 |
| ---------------------- | ----------------------------------- |
| Hamilton Lavity Stoutt | 14 aprile 1967 - 2 giugno 1971      |
| Willard Wheatley       | 2 giugno 1971 - 12 novembre 1979    |
| Hamilton Lavity Stoutt | 12 novembre 1979 - 11 novembre 1983 |
| Cyril Romney           | 11 novembre 1983 - 17 novembre 1986 |
| Hamilton Lavity Stoutt | 17 novembre 1986 - 14 maggio 1995   |
| Ralph Telford O'Neal   | 14 maggio 1995 - 17 giugno 2003     |
| Orlando Smith          | 17 giugno 2003 - 23 agosto 2007     |

### dal 2007: primo ministro (premier)
| Nominativo           | Durata della carica                |
| -------------------- | ---------------------------------- |
| Ralph Telford O'Neal | 23 agosto 2007 - 9 novembre 2011   |
| Orlando Smith        | 9 novembre 2011 - 25 febbraio 2019 |
| Andrew Fahie         | 26 febbraio 2019 - 5 maggio 2022   |
| Natalio Wheatley     | 5 maggio 2022 - in carica          |